# 大麻町大谷
大麻町大谷（おおあさちょうおおたに）は、徳島県鳴門市の大字。郵便番号は779-0302。

## 地理
鳴門市の中央部に位置する。東は大麻町姫田・大津町大代、南は大麻町牛屋島および大麻町松村、西は大麻町池谷および大麻町板東、北は讃岐山脈・天円山をもって北灘町櫛木に接する。
過半は山地、中央を大谷川が南流し、南部は同川の扇状地である。旧堀江町の中心集落があり商店街を形成しているが、周りは農業地域、また北部の山間部にはナシを主とした果樹栽培が盛んである。
徳島県道12号鳴門池田線が東西に通じ、その北側に同線のバイパスが通じている。また、同線南側には並行してJR鳴門線が通り、JR阿波大谷駅がある。大谷から北方の星越峠を経て北灘町櫛木へ徳島県道228号大谷櫛木線が通る。
東林院の絹本阿弥陀尊来迎図が県文化財に、大谷の東南近くにある森崎貝塚が県史跡、大谷焼の由緒を書いた納田家古記録が市文化財に、大谷焼陶祖とされている万七の墓および藩窯跡が市史跡にそれぞれ指定されている。

### 山岳
- 天円山

### 河川
- 大谷川
- 第二大谷川

### 小字
| - 秋尾谷 - 幾志 - 石園 - 犬ケ谷 - 今内谷 - 伊屋ケ谷 | - 伊代助 - 井利の肩 - 牛頭谷 - カ子ヲ谷 - 上折木谷 - 川原尻 | - 木ノ下 - クキ谷 - 椢原 - 久原 - 首切谷 - 倉谷 | - 蔵の内 - 木屋ケ谷 - さぶ風谷 - 下田 - 下浜田 - 高津谷 | - 竹の下 - 中筋 - 中通に - 西川田 - 西台に - 西山谷 | - 八反田 - 東山田 - 東山谷 - ふか谷 - 帆崎 - 前場 | - マナケ谷 - 道の上 - 宮の元 - ムナケエ谷 - 森崎 - 山田 |  |

## 歴史
江戸期から町村制の施行された明治22年にかけては板東郡および板野郡の村であった。寛文4年より板野郡に属す。
明治22年に同郡堀江村の大字となった。昭和28年4月より堀江町の大字となる。昭和34年4月に板東町と堀江町が合併し大麻町が誕生し同町の大字となる。昭和42年に大麻町が鳴門市に編入され現在の鳴門市の大字となる。

## 世帯数と人口
2022年（令和4年）7月31日現在の世帯数と人口は以下の通りである。
| 町丁       | 世帯数  | 人口    |
| ---------- | ------- | ------- |
| 大麻町大谷 | 644世帯 | 1,487人 |

## 小・中学校の学区
市立小・中学校に通う場合、学区は以下の通りとなる。
| 番地 | 小学校               | 中学校             |
| ---- | -------------------- | ------------------ |
| 全域 | 鳴門市立堀江北小学校 | 鳴門市立大麻中学校 |

## 施設
- 鳴門市堀江北小学校
- 森崎貝塚
- 御嶽神社
- 東林院 - 新四国曼荼羅霊場一番札所、阿波北嶺薬師霊場十六番札所。
- 星越峠

## 交通

### 鉄道

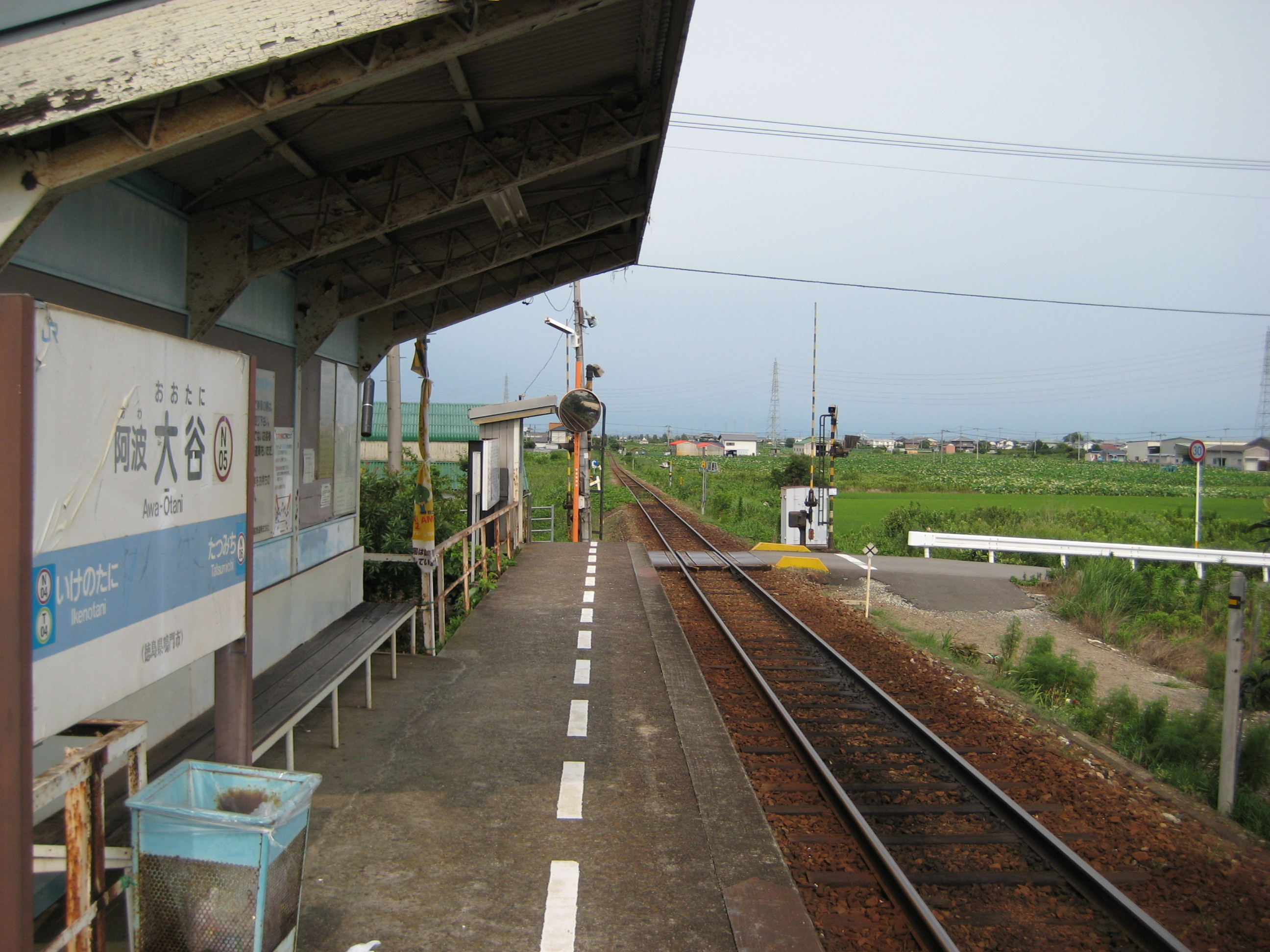
阿波大谷駅

- JR鳴門線 阿波大谷駅

### 道路
都道府県道
- 徳島県道12号鳴門池田線
- 徳島県道228号大谷櫛木線